# Vittoria Ansonica
Vittoria Ansonica o Inzolia o Insolia  è un vino a DOC istituita con decreto del 13/09/05 pubblicato sulla gazzetta ufficiale 26/09/05 n 224.che può essere prodotto nei comuni di:
- Vittoria, Comiso, Acate, Chiaramonte Gulfi, Santa Croce Camerina, Ragusa in provincia di Ragusa
- Niscemi, Gela, Riesi, Butera, Mazzarino in provincia di Caltanissetta
- Caltagirone, Licodia Eubea, Mazzarrone in provincia di Catania

## Vitigni con cui è consentito produrlo
- Ansonica minimo 85%
- altri vitigni a bacca bianca, idonei alla coltivazione per le province di Ragusa, Caltanissetta, Catania, fino ad un massimo del 15%.

## Tecniche produttive
Richiede l'invecchiamento fino al 30 marzo dell'anno successivo alla vendemmia

## Caratteristiche organolettiche
- colore: giallo paglierino più o meno intenso;
- profumo: fruttato, delicato;
- sapore: secco, caratteristico;

## Produzione
Provincia, stagione, volume in ettolitri